# Otto von Sterneck
Otto Daublebsky von Sterneck zu Ehrenstein (1. února 1821 Klagenfurt – 16. prosince 1890 zámek Liemberg) byl rakouský c.k. okresní soudce, majitel pozemků a politik ze šlechtického rodu Daudlebských ze Sternecku. Byl nositelem titulu svobodný pán (Freiherr).

## Rodina
Sterneckův otec Joseph Sterneck und Ehrenstein byl prezidentem apelačního soudu v Klagenfurtu a Zemský hejtman Korutan. Jeho matka byla Franziska von Kaiserstein (25. října 1790 - 12. června 1862). Otto von Sterneck se 9.června 1846 oženil s Karoline von Dickmann-Secherau (5. listopadu 1822 - 1. června 1894). Z tohoto svazku vzešli dva synové. 

## Život
Otto von Sterneck studoval od roku 1840 právo ve Štýrském Hradci a studia ukončil 1843 ve Vídni. Od 19. července 1845 byl askultant u c.k. Městského a Zemského soudu v Klagenfurtu. Od roku 1850 byl adjunktem u okresního soudu Klagenfurt - Umgebung a od roku 1854 byl soudní adjunkt u c.k. Zemského soudu v Klagenfurtu. V roce 1867 byl penzionován.
Od 6.dubna 1861 do 2. ledna roku 1867 byl poslancem Korutanského zemského sněmu